# 鲁台镇
鲁台镇，是中华人民共和国河南省周口市淮阳区下辖的一个乡镇级行政单位。

## 行政区划
鲁台镇下辖以下地区：
鲁台村、周楼村、墩埠村、刘庄村、花庄村、王套楼村、河口村、毛庄村、季桥村、李湾村、王庄村、鲁集村、段寨村、东屯村、宁桥村、韦楼村、霍营村、陆湾村、郑楼村、大姚营村、马庄村、郝楼村、董阁村、小姚营村、枣营村和葛营村。